# SOCATA ST-10
SOCATA ST-10 – francuski samolot turystyczny.

## Historia
Zakłady SOCATA, na bazie produkowanego w nich samolotu Gordon GY-80 "Horizon", opracowały prototyp samolotu turystycznego. Jego oblotu dokonano 7 listopada 1967 r. Produkcję seryjną uruchomiono w 1969 r., licencję na jego budowę zakupiły zakłady Southern Aeronautics w Perth. 

## Konstrukcja
Czteromiejscowy jednosilnikowy samolot turystyczny w układzie dolnopłatu o konstrukcji metalowej. Przednia część kadłuba ma konstrukcję kratownicową wykonaną ze spawanych rur stalowych, tylna ma konstrukcję skorupową. Kabina wyposażona w cztery fotele, po dwa obok siebie. Za kabiną bagażnik o ładowności 40 kg. Kadłub zakończony usterzeniem krzyżowym, statecznik poziomy o konstrukcji płytowej. Skrzydło o konstrukcji jednodźwigarowej z kesonem noskowym i pomocniczym dźwigarkiem. Profil płata to NACA 4413-6 przechodzący w NACA 62A-517. Całą krawędź spływu zajmują lotki typu Friese i klapy Flowera. U nasady skrzydeł znajdują się dwa zbiorniki paliwa o łącznej pojemności 200 litrów. Podwozie trójkołowe ze sterowanym kółkiem przednim, chowane w locie. Silnik czterocylindrowy Lycoming Io-360-C w układzie bokser napędzający przestawialne w locie dwułopatowe śmigło Hartzell o średnicy 1,9 m.